# Alan Shearer
Alan Shearer (* 13. srpna 1970 Gosforth, Anglie, Spojené království) je bývalý anglický fotbalový reprezentant. Hrával na postu útočníka a je nejlepším střelcem historie Premier League (dal celkem 260 gólů). Střílel hodně gólů, v průměru 25 gólů za sezonu. Pelé ho roku 2004 zařadil mezi 125 nejlepších žijících fotbalistů. V anketě Zlatý míč, která hledala nejlepšího fotbalistu Evropy, se roku 1996 umístil na třetím místě.
Konec reprezentační kariéry ohlásil po vypadnutí na Euru 2000, na klubové úrovni hrál za Newcastle United až do roku 2006. V anglickém národním mužstvu odehrál 63 zápasů a vstřelil 30 gólů.
V dubnu 2009 se stal manažerem týmu Newcastle United FC.